# 千早洋子
千早 洋子（ちはや ようこ）は、広島県福山市生まれ、山口県出身のフリーアナウンサーである。東京都在住。
印刷会社のアートディレクターや劇団四季の広報・海劇場公演担当、テレビ朝日系列の映像編集プロダクション勤務を経て映像・音声制作会社代表、防災士・ペット防災プロデューサー。
かつてはFMラジオのパーソナリティーとして活動。現在は、自身が代表を務めるタレント養成所で後進の育成にも尽力している。

## 出演
ラジオ
- Nikko Wave（FM栃木）
- むさしのエアーアプリ（FMむさしの）
- ふくろうランチ（FMふくろう）
- はじけてBAN BO～Nザ･モール周南（しゅうなんFM）
- フルーツ娘のおしゃべりカフェ（しゅうなんFM）
- ランチタイムKirara（FMきらら）
- オウチに帰ろう（FMきらら）

テレビ
- ヨーコの週末インフォメーション（C-able）
- 大人の休日（C-able）
- ネッチリ！（C-able）
- イブニング6 地域密着那珂川町担当（とちぎテレビ）
- NEWSなかがわTOWN（なかTV）

ナレーション
- キャンパス情報2013 作新学院大学（とちぎテレビ）
- 作新学院大学 キャンパスガイド・オープンキャンパス情報（作新学院大学）
- 山口県ディスティネーションキャンペーン（山口県観光連盟）
- 鉄道カフェ STEAM LOCOMOTIVE with ポポンデッタ ららぽーと富士見店（ららぽーと富士見）
- 早稲田大学大学院 スポーツ科学研究科（JMOOC）

CM/FM
- 「ライオンキング 王の宣言篇」女性記者役（劇団四季）
- 「STOPペダル」女性リポーター役（南器工業）
- 「VOCE×TEAS' TEA JAPAN篇」BGM女性吐息SE（伊藤園）
- 「夏ザらス☆カーニバル2015 盆踊りソング篇」女性合いの手SE（トイザらス）
- 「保険ひろば」主婦役（山口フィナンシャルグループ）

映画
- 「ルームメイト」女性司会者役

情報誌
- monmiya H.C.栃木日光アイスバックス特集女子アナ対談（新朝プレス）

観光大使/県ミス
- 山口県観光フレンズ（元ミス山口県）

舞台
- 「巌流島決闘」佐々木小次郎役（下関市観光キャンペーン）
- 「ミュージカル維新奇兵隊」奇兵隊士役（下関市観光キャンペーン）

司会
- サバゲっぱなし×SPLASHイベント
- iDEA→NEXT2014ファイナル
- 作新学院大学 新・経営学部開設記念&オリンピック招致シンポジウム
- 常盤公園ナイトフェスティバル
- 新日本プロレストークショー
- 髙田延彦トークショー
- 下松市民音楽祭
- キャラクターショー